# Xenia von Montenegro

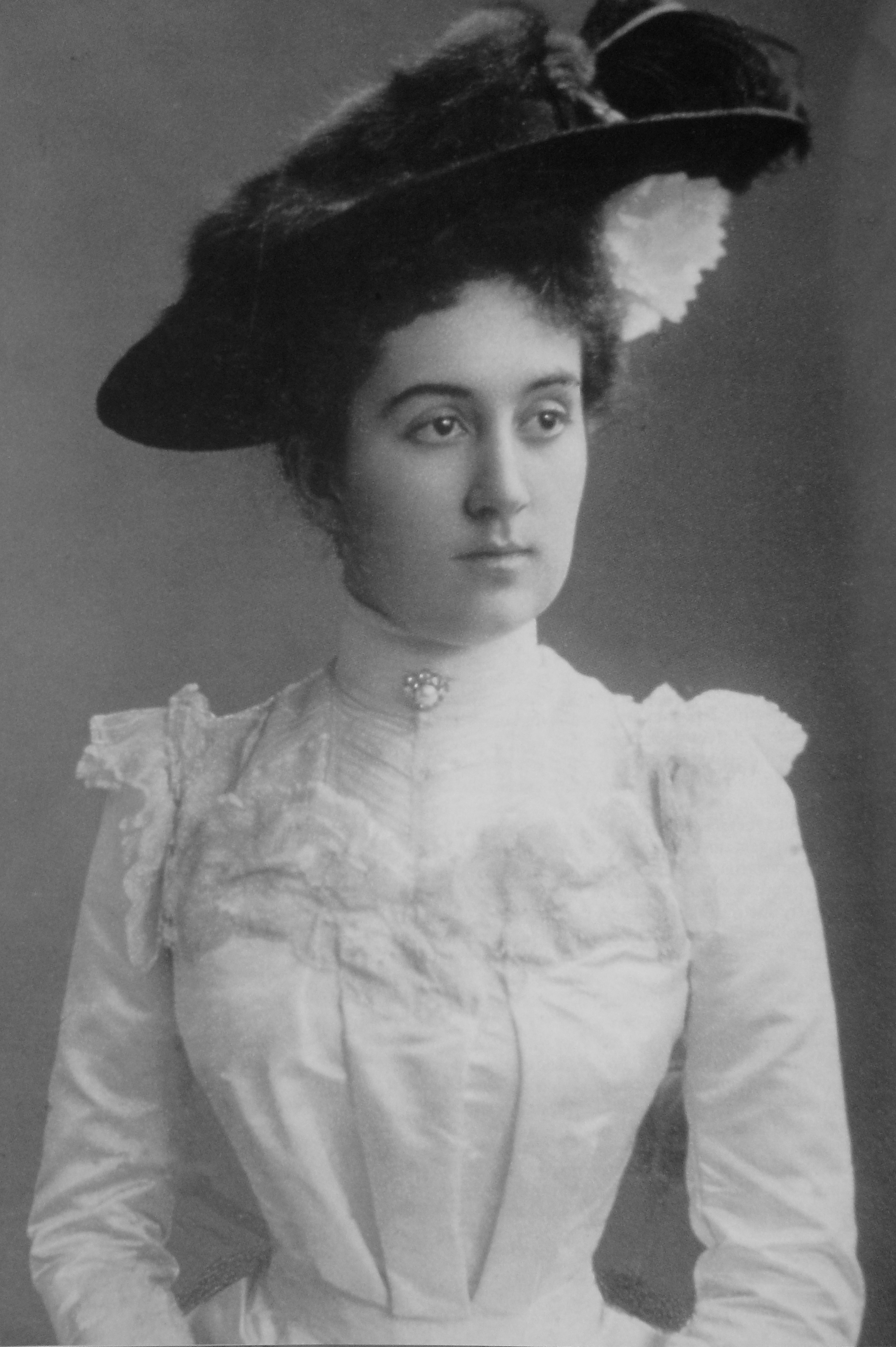
Xenia von Montenegro

Xenia Petrovic-Njegoš, Prinzessin von Montenegro, auch bekannt als Prinzessin Ksenija oder Kseniya, (* 22. April 1881 in Cetinje in Montenegro; † 10. März 1960 in Paris) war ein Mitglied des Hauses Petrović-Njegoš.
Als Xenia eine junge Frau war, erschienen über sie in den zeitgenössischen Zeitungen nicht enden wollende Gerüchte von Freiern, Verlobungen und Hochzeiten. Spekuliert wurde dabei unter anderem über Verbindungen mit Alexander I. von Serbien, den griechischen Brüdern Prinz Nikolaus, Prinz George und Prinz Andreas sowie Ernst Ludwig, Großherzog von Hessen.

## Frühes Leben
Prinzessin Xenia von Montenegro wurde geboren als achte Tochter von Nikola I. von Montenegro und dessen Frau Milena Vukotic. Im Gegensatz zu ihren älteren Schwestern, wurde Prinzessin Xenia nicht zum Studium nach Smolny in Russland geschickt. Sie wurde zusammen mit ihrer jüngeren Schwester Vera in Cetinje zu Hause von Privatlehrern erzogen. Xenias Schwestern wurden vor allem dadurch bekannt, dass sie in königliche Familien heirateten, was ihrem Vater, ähnlich wie seinem Zeitgenossen Christian IX von Dänemark, den Beinamen „Schwiegervater Europas“ einbrachte. Eine Quelle erklärt, dass diese vorteilhaften Ehen mehr für Montenegro getan hätten, als alle tapferen Taten von Kriegern dieser Nation, wie beispielsweise die Ehen der Prinzessinnen Militza, Anastasia und Elena mit Mitgliedern der königlichen Familien von Russland und Italien.
Als Xenia ein junges Mädchen war, hoffte ihr Vater, dass sie und ihre Schwester Vera Mitglieder des russischen Herrscherhauses heiraten würden: speziell einer der Söhne des Großfürsten Konstantin Konstantinowitsch von Russland oder einer der Söhne des Großfürsten Alexander Michailowitsch von Russland, so wie es bereits zwei ihrer älteren Schwestern getan hatten.
Im Jahr 1898 reisten Prinzessin Xenia, Prinzessin Vera und Kronprinz Danilo mit ihrer Mutter nach Italien, um die seit kurzem verheiratete Elena von Montenegro zu besuchen (sie hatte Kronprinz Viktor Emanuel von Italien geheiratet). Sie wurden in Neapel von der Bevölkerung herzlich  begrüßt, als „die Verwandten unserer Prinzessin“. Später im selben Jahr wurden Vorkehrungen für eine Verbindung zwischen Xenia und Alexander I. von Serbien getroffen. Als Alexander jedoch an den Hof von Cetinje reiste, um Ansprüche an Xenia als seine zukünftige Frau anzumelden, erklärte Xenia ihre „Abscheu und Entsetzen“ über sein Erscheinen und seine Umgangsformen. Sie weigerte sich ihn zu heiraten, trotz des Flehens ihres Vaters. Dies entwürdigte und verärgerte Alexander so sehr, dass die diplomatischen Beziehungen zwischen Serbien und Montenegro abgebrochen wurden. Die Adoption ihres Bruders Prinz Mirko von Montenegro als Thronfolger durch Alexander im Jahr 1901 führte jedoch, zusammen mit anderen Begleitumständen, zur Glättung der beiderseitigen Beziehungen.

## Gerüchte und Verbindungen
Bei der Hochzeit ihres Bruders Danilo, Kronprinz von Montenegro, mit Jutta von Mecklenburg-Strelitz, traf Xenia Prinz Nikolaus von Griechenland, der seinen Vater Georg I. von Griechenland vertrat. Im Jahr 1899 wurde die Verlobung Xenias mit Prinz Nikolaus angekündigt. Aus unbekannten Gründen ging die Beziehung auseinander und das Paar heiratete nicht. Nikolaus heiratete später Großfürstin Elena Vladimirovna von Russland. Weitere Gerüchte behaupteten zu unterschiedlichen Zeiten, Xenia sei verlobt mit den Brüdern von Nikolaus, Prinz Georg und Prinz Andreas.
Im Jahr 1902 verbreiteten sich erneut Gerüchte, Xenia sei verlobt mit Ernst Ludwig, Großherzog von Hessen, der kurz zuvor von Prinzessin Victoria Melita von Sachsen-Coburg und Gotha geschieden worden war. Diese Gerüchte erwiesen sich als falsch. Sie waren dadurch entstanden, weil Xenia ihre Schwester Prinzessin Anna von Montenegro in Darmstadt besucht hatte, wo Ernst Ludwig seinen Wohnsitz hatte. Auch verbreitete sich das Gerücht, dass Xenia Großherzog Kyrill Wladimirowitsch Romanow heiraten würde. Dessen Bitte um Erlaubnis einer Ehe mit Prinzessin Victoria Melita wurde vom Zaren abschlägig beschieden, und zwar wegen des Status dieser Prinzessin als geschiedene Frau.
Nach einem weiteren Gerücht im Jahr 1904 war Xenia verlobt mit Großfürst Michael Alexandrowitsch, dem Thronfolger des russischen Thrones. Zu diesem Zeitpunkt führten ihre unzähligen Verlobungen, denkbare Hochzeiten und sonstige Verbindungen bereits dazu, dass erneute Nachrichten mit solchem Inhalt nicht mehr geglaubt wurden. Im Laufe der weiteren Jahre wurde noch behauptet, Xenia wäre verlobt mit Prinz Vittorio Emanuele, Graf von Turin, Luigi Amedeo di Savoia-Aosta, Ferdinand I. von Bulgarien oder mit ihrem verwitweten Schwager Peter I. von Serbien. Ohne Zweifel trugen die versprochene Mitgift von einer Million Rubel, der Ruf ihrer Familie als regierendes Geschlecht mit „robuster Gesundheit“ sowie Prinzessin Xenia persönlich betreffende zeitgenössische Berichte über ihr „schönes“ Aussehen dazu bei, dass so zahlreiche Gerüchte über die Prinzessin zirkulierten. Über Prinzessin Xenia wurde gesagt, sie sei „extrem gesund“ und im Besitz eines „sonnigen Gemüts“. Sie war in Montenegro wie auch außerhalb des kleinen Landes „sowohl für ihre Wohltätigkeit, als auch für ihre Betätigung im athletischen Sport“ bekannt.

## Eine Single-Prinzessin
Trotz der zahllosen Gerüchte über ihre verschiedenen bevorstehenden Verlobungen und Ehen entschied sich Prinzessin Xenia letztlich, unverheiratet zu bleiben. Als Fürst Nikolaus älter wurde, diente Xenia als „subtiler, aber voreingenommener Staatsrat seiner späteren Jahre.“ Im Jahr 1909, während einiger Meinungsverschiedenheiten zwischen Montenegro und Österreich, übernahm Xenia eine deutliche und führende Rolle im Verlauf anti-österreichischer Proteste in Cetinje. Die österreichische Regierung sah ihre Aktionen als eine Beleidigung an und forderte eine Entschuldigung dafür, da Fürst Nikolaus vieles in der Vergangenheit Österreich verdankte, vor allem auch finanzielle Unterstützung. Der Fürst war sich jedoch nicht im Klaren, wie er seine Tochter "bestrafen" sollte, und entschied sich schließlich dazu, sie in ein vorübergehendes Exil nach Frankreich zu verbannen. Xenia willigte ein und genoss daraufhin das Leben in Paris, indem sie ihre Zeit damit verbrachte einzukaufen, ins Theater und in die Oper zu gehen und sich in der Pariser Gesellschaft zu amüsieren.
Nikolaus wurde am 28. August 1910 König von Montenegro. Während der Balkan-Kampagne des Ersten Weltkrieges flohen der König und seine Familie nach Italien, nachdem sein Land und Österreich zu keiner Einigung über Friedensverhandlungen gelangen konnten. Die von Österreich angebotenen Bedingungen waren für Montenegro inakzeptabel. In Zusammenarbeit mit Alexander Devine halfen Prinzessin Xenia und ihre Schwester Vera bei der Organisation der Befreiung internierter montenegrinischer Gefangener in Österreich.

## Letzte Jahre

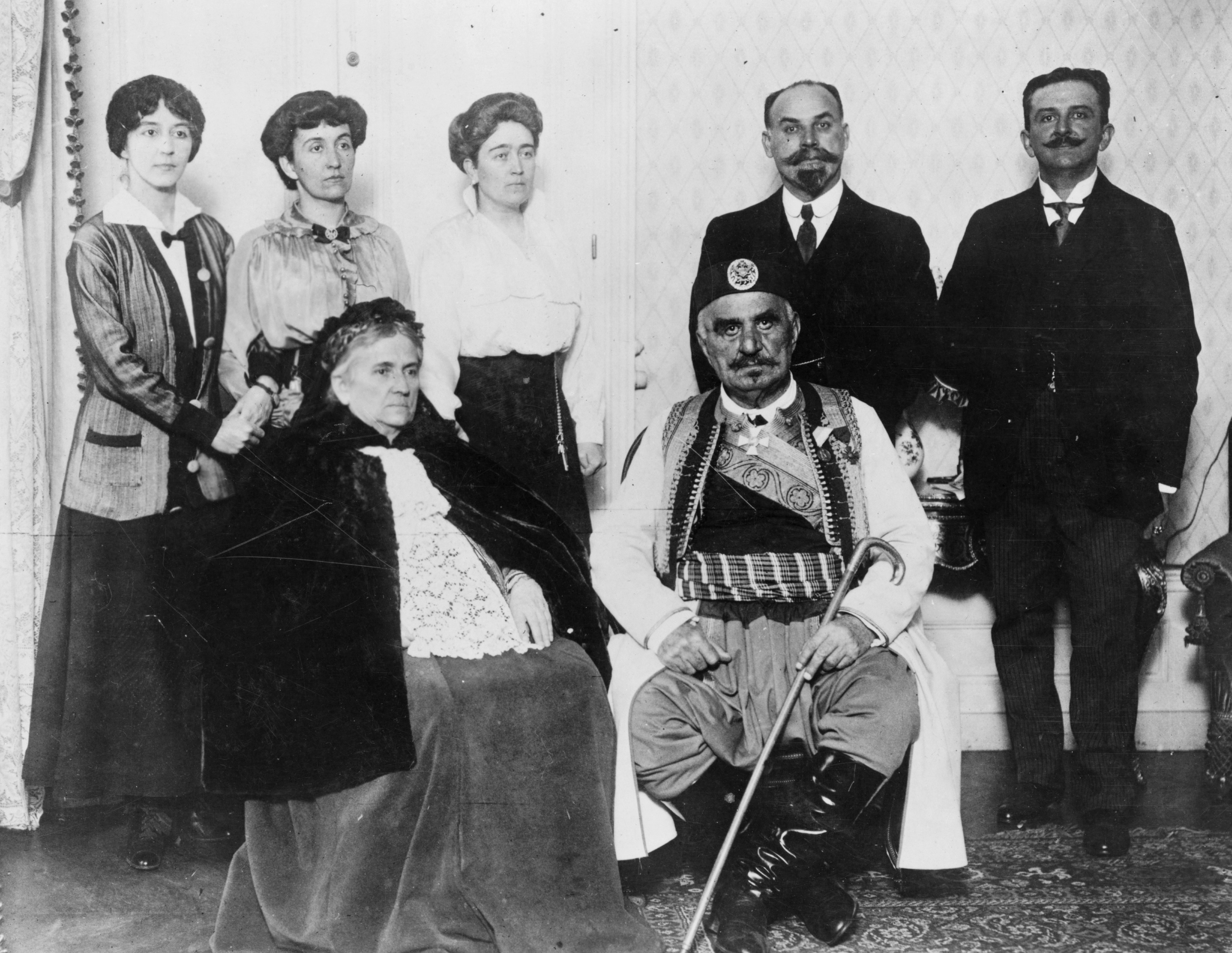
Prinzessin Xenia mit ihrer Familie im Exil. Vorne: König und Königin. Hinten von links nach rechts: Prinzessin Vera, Prinzessin Xenia, Prinzessin Militza (Frau von Prince Danilo), M. Miouchikovitch und Prinz Danilo, in Lyons, Frankreich, 1916.

Nach dem Sturz der montenegrinischen Monarchie im Jahre 1918 lebte Prinzessin Xenia in Frankreich, wo sie den Zweiten Weltkrieg erlebte. Sie starb in Paris am 10. März 1960.
Die hingebungsvolle Arbeit Prinzessin Xenias für die montenegrinische photographische Kunst wurde im Jahr 2010 zum Mittelpunkt einer Ausstellung in der slowenischen Galerija Fotografija. Im Ausstellungsführer war zu lesen: "Das bescheidene Vermächtnis der Prinzessin Ksenija [Xenia] bietet uns einen beinahe intimen Einblick in das Privatleben der montenegrinischen Prinzessin Ksenija, die berühmt wurde für ihre Intelligenz und ihr Talent, und vor allem war sie auch als unnachgiebige Patriot bekannt. Ihre tiefe Liebe zur montenegrinischen Nation und Vaterland wird ausgedrückt durch die Bilder des alltäglichen montenegrinischen Leben dieser Zeit, die gemacht wurden während der friedlichen Zeit, bevor sie sich in der inakzeptablen Situation eines Flüchtlings befand. Die Fotografien der Fürstin Ksenija, sind Bilder, die ihr Gedächtnis tief beeindruckten, die sie mit Liebe in den Jahrzehnten des Exils hegte, und zu denen sie griff in den Momenten der Verzweiflung und Nostalgie. Das war das Montenegro in den magischen Augen der montenegrinischen Prinzessin. Das ist das Montenegro ihrer Jugend, ihrer Hoffnungen, Überzeugungen, ihre verborgenen Gedanken und unrealisierten Ambitionen."
„The materially modest legacy of Princess Ksenija [Xenia] provides us with almost intimate insight into the private life of Montenegrin Princess Ksenija who has been famous for her intellect and talent but before everything she has been known as an adamant patriot. Her deep love for Montenegrin nation and homeland is expressed through images of Montenegrin everyday life which were made during the peaceful time of her life, before she found herself in an unacceptable situation of a refugee. Photographs of Princess Ksenija are images which were deeply impressed upon her memory, and that she cherished with love throughout the decades of exile, reaching out for them in the moments of despair and nostalgia. That was the Montenegro in the magic eye of Montenegrin Princess. That is the Montenegro of her youth, of her hopes, beliefs, her hidden thoughts, and unrealised ambitions“.